# Сискел, Джин
Ю́джин Кэл Си́скел (англ. Eugene Kal Siskel; 26 января 1946, Чикаго, Иллинойс — 20 февраля 1999, Эванстон, Иллинойс) — американский кинокритик и журналист Chicago Tribune. Близкий друг другого известного кинокритика, Роджера Эберта, с которым на протяжении 13 лет совместно вёл телепрограмму At the Movies.

## Биография
Родился 26 января 1946 года в Чикаго. В возрасте десяти лет остался круглым сиротой, его воспитывали дядя и тётя. В 1967 году окончил Йельский университет по специальности «философия», в 1969 году устроился на работу в Chicago Tribune, резервист армии США.
В 1975 году познакомился с кинокритиком Роджером Эбертом, они стали близкими друзьями, вели несколько совместных теле-проектов. Их система оценки фильмов «большой палец вверх — большой палец вниз» вскоре стала очень популярной среди критиков, её узнаваемости также способствовало пародийное изображение в скетч-шоу «В живом цвете» и Bizarre, комиксе «Кельвин и Хоббс», лентах «Голливудский расклад» и «Годзилла», одном из эпизодов сериала «Секретные материалы», и даже в одной песне группы Bloodhound Gang.
В декабре 1998 года Джину Сискелу была сделана операция по удалению опухоли мозга. 3 февраля 1999 года он заявил, что вернётся на экраны осенью, но 20 февраля Сискел скончался от послеоперационных осложнений. В связи со смертью критика вскоре поменяло и название шоу, которое Сискел вёл с Роджером Эбертом последние 13 лет: с Siskel & Ebert на Ebert & Roeper at the Movies — Джина Сискела заменил Ричард Рупер.
Джин Сискел похоронен на кладбище англ. Westlawn Cemetery, у него остались вдова и трое детей.
На 71-й церемонии награждения «Оскаром», после показа видео-нарезки в память об ушедших за последний год из жизни кинематографистах (Джина Сискела там не было, так как он не являлся членом Академии), ведущая Вупи Голдберг произнесла: «Джин, дорогой, где бы ты ни был, это — тебе» и показала всеми уже узнаваемый жест — «большой палец вверх» под бурные аплодисменты присутствующих. Любимым фильмом Сискела была «Лихорадка субботнего вечера», которую он посмотрел не менее 17 раз и даже купил себе на аукционе белый диско-костюм главного героя.

## Лучшие фильмы года (1969—1998)
По версии Джина Сискела
- 1969 — Дзета
- 1970 — Ночь у Мод
- 1971 — Колено Клер
- 1972 — Крёстный отец
- 1973 — Эмигранты
- 1974 — Американская ночь
- 1975 — Нэшвилл
- 1976 — Вся президентская рать
- 1977 — Энни Холл
- 1978 — Испытательный срок
- 1979 — Волосы
- 1980 — Бешеный бык
- 1981 — Рэгтайм
- 1982 — Лунное сияние
- 1983 — Парни что надо
- 1984 — Однажды в Америке
- 1985 — Шоа
- 1986 — Ханна и её сёстры
- 1987 — Последний император
- 1988 — Последнее искушение Христа
- 1989 — Делай как надо!
- 1990 — Славные парни
- 1991 — Сердца тьмы
- 1992 — Один неверный ход
- 1993 — Список Шиндлера
- 1994 — Мечты о баскетболе
- 1995 — Крамб
- 1996 — Фарго
- 1997 — Ледяной ветер
- 1998 — Бэйб: Поросёнок в городе[7]

## Избранная фильмография
Несмотря на регулярные приглашения, Сискел всегда отказывался от предложений сыграть эпизодическую, «гостевую» роль в каком-нибудь фильме или сериале. Исключение он делал только для ток-шоу и однажды озвучил сам себя в одном эпизоде мультсериала «Критик».
- 1975—1983 — англ. Sneak Previews (в 15 выпусках)
- 1982, 1983, 1985 — В субботу вечером в прямом эфире / Saturday Night Live (в 3 выпусках)
- 1982—1999 — At the Movies (в 221 выпуске)
- 1982, 1990—1992 — Поздно вечером с Дэвидом Леттерманом[англ.] / Late Night with David Letterman (в 4 выпусках)
- 1993—1998 — Позднее шоу с Дэвидом Леттерманом / Late Show with David Letterman (в 8 выпусках)
- 1993—1998 — Сегодня вечером с Джеем Лено[англ.] / The Tonight Show with Jay Leno (в 8 выпусках)
- 1995 — Критик[англ.] / The Critic (камео, озвучивание, в 1 эпизоде)